# Кнорр, Йозефина фон
Баронесса Йозефина фон Кнорр (нем. Josephine von Knorr, фр. Joséphine de Knorr; 16 апреля 1827, Вена — 31 мая 1908, замок Штибар близ Грестена) — австрийская поэтесса и переводчица

.

## Биография
Опубликовала сборники стихов «Ирена» (1858), «Стихи» (1872), «Новые стихи» (1874), «Летние цветы и осенние листья» (нем. Sommerblumen und Herbstblätter; 1885), «Из поздних дней» (нем. Aus späten Tagen; 1897), «Стихи» (1902), а также поэму «Святая Одилия» (по мотивам средневековой легенды). По мнению критика Эрнста Хайльборна, в стихах Кнорр присутствует «дух нежной и женственной утонченности», хотя художественные достоинства их неравноценны.
Перевела на немецкий язык поэму Байрона «Манфред» (1901). Выпустила две книги афоризмов и размышлений: «Вечерние мысли» (фр. Pensées du soir; 1903, переиздания 1904, 1908, на французском языке) и «Вечерние благодарения и афоризмы» (нем. Abendgedanken und Aphorismen; 1906).
Историко-культурный интерес представляет многолетняя (1851—1908) переписка Кнорр с писательницей Марией фон Эбнер-Эшенбах, в настоящее время готовящаяся к печати.
Предположение о том, что сорт розы «Mme Knorr», выведенный в 1865 г. французским селекционером, назван в честь писательницы, вызывает сомнение специалистов.